# Сонсоролски език
Сонсоролски език е изчезващ език от микронезийските езици, говорен от около 360 души (2007 г.), главно на островите на Сонсорол – щат в Палау.